# Danh sách thành phố Iran

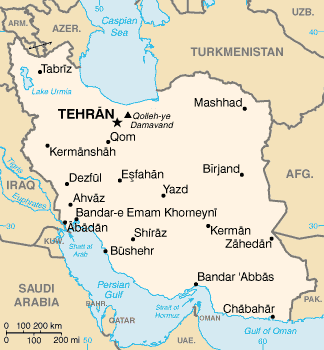
Bản đồ Iran

Đây danh sách các thành phố ở Iran.

A B C D E F G H I J K L M N O P Q R S T U V W X Y Z

## A
- Aali Shahr
- Abadan
- Abadeh
- Abeyek
- Abhar
- Abyaneh
- Ahar
- Ahvaz
- Alavi
- Aligoodarz
- Amlash
- Amol
- Andimeshk
- Andisheh
- Arak
- Ardabil
- Ardakan
- Asalem
- Asalouyeh
- Ashtiyan
- astaneh arak
- Astaneh Ashrafieh
- Astara

## B
- Babol
- Babolsar
- Baharestan
- Bam
- Bampur
- Bandar Abbas
- Bandar Anzali
- Bandar Charak
- Bandar Imam
- Bandar Lengeh
- Bandar Torkman
- Baneh
- Bastak
- Behbahan
- Behshahr
- Bijar
- Binalud
- Birjand
- Bojnourd
- Bonab
- Borazjan
- Boroujerd
- Boukan
- Bushehr

## C
- Chabahar
- Chalous
- Chenaran
- Chaldoran

## D
- Damghan
- Dargaz
- Daryan
- Darreh-Shahr
- Deylam
- Deyr
- Dezfoul
- Dibaj
- Doroud

## E
- Eghlid
- Esfarayen
- Eslamabad
- Eslamshahr
- Evaz

## F
- Farahan
- Fasa
- Firouzabad
- Fouman

## G
- Gerash
- Garmeh-Jajarm
- Genaveh
- Ghaemshahr
- Ghouchan
- Golbahar
- Golpayegan
- Gonabad
- Gonbad-e Kavous
- Gorgan

## H
- Hamadan
- Hashtgerd
- Hashtpar
- Hashtroud

## I
- Ij
- Ilam
- Iranshahr
- Isfahan
- Islamshahr
- Izadkhast
- Izeh

## J
- Jask
- Jahrom
- Jaleq
- Javanroud
- Jiroft
- Jolfa

## K
- Kamyaran
- Kangan
- Kangavar
- Karaj
- Kashan
- Kashmar
- Kazeroun
- Kerman
- Kermanshah
- Khalkhal
- Khomein
- Khonj
- Khormuj
- Khorramabad
- Khorramshahr
- Khoy
- Kilan
- Kish
- Koker
- Kosar
- Kordkuy

## L
- Lahijan
- Langaroud
- Lar
- Latian

## M
- Mahabad
- Mahan
- Mahshahr
- Majlesi
- Maku
- Malard
- Malayer
- Manjil
- Maragheh
- Marand
- Marivan
- Marvdasht
- Masal
- Mashhad
- Masjed Soleyman
- Mehran
- Meshkinshahr
- Meybod
- Miandoab
- Mianeh
- Minab
- Minoodasht
- Mohajeran

## N
- Naghadeh
- Nahavand
- Nain
- Najafabad
- Namin
- Natanz
- Neishabur
- Nir
- Nowshahr

## O
- Oshnavieh
- Oskou
- Ormand

## P
- Parand
- Pardis
- Parsabad
- Paveh
- Piranshahr
- Pishva
- Poldasht
- Poulad-shahr

## Q
- Qaemshahr
- Qaen
- Qamsar
- Qasr-e Shirin
- Qazvin (thành phố)
- Qom
- Qorveh

## R
- Rafsanjan
- Ramin
- Ramsar
- Ramshar
- Rasht
- Ray
- Rezvanshahr
- Roudbar
- Roudsar
- Runiz

## S
- Sabzevar
- Sadra
- Sahand
- Salmas
- Sanandaj
- Saqqez
- Sarab
- Sarableh
- Sarakhs
- Saravan
- Sardasht
- Sari
- Saveh
- Seman
- Shabestar
- Shaft
- Shahr-e Kord
- Shahroud
- Shahsavar
- Shiraz
- Shirvan
- Siahkal
- Sirjan
- Sourmagh
- Sowme'e-Sara
- Sra-e Pol-e Zahab

## T
- Tabas
- Tabriz
- Tafresh
- Takab
- Tehran
- Tis
- Torbat-e Heydarieh
- Torbat-e Jam
- Touyserkan
- Tous

## U
- Urumieh

## V
- Varamin

## Y
- Yasouj
- Yazd
- Yemen

## Z
- Zabol
- Zahedan
- Zanjan
- Zarand

Danh sách này không đầy đủ, bạn cũng có thể giúp mở rộng danh sách.